# Ragazzo tuttofare
Ragazzo tuttofare è un film comico del 1960 scritto, diretto e interpretato da Jerry Lewis. Il film fu distribuito negli Stati Uniti il 20 luglio 1960 dalla Paramount Pictures e nel gennaio 1961 anche in Europa.

## Trama
La pellicola inizia con un produttore cinematografico che spiega il film.  Racconta che il film stesso non ha una vera trama, ma che semplicemente mostra Jerry Lewis nella parte di Stanlio, un fattorino di un hotel, alle prese con molteplici situazioni ridicole, che lo portano da una scena all'altra. Stanlio non dice una parola per tutto il tempo, tranne alla fine del film, quando, interpellato sul perché non parli mai, dice che nessuno gli ha mai chiesto niente.

## Produzione

Jerry Lewis in una scena del film

Il film fu girato tra l'8 febbraio e il 5 marzo del 1960 ed è la prima regia in assoluto di Jerry Lewis. Nel 1960, l'uscita di Il Cenerentolo, venne rimandata al Natale successivo per problemi di post-produzione, ma la Paramount aveva bisogno di un nuovo film da far uscire per il periodo estivo, e chiese a Lewis di produrne uno. Così Lewis decise di girare il film. Le riprese ebbero luogo al Fontainebleau Hotel a Miami Beach, Florida. Lewis filmava durante il giorno e si esibiva al night dell'albergo la sera.
Prima di iniziare le riprese, Lewis chiese consiglio ad un suo caro amico, il leggendario Stan Laurel, circa il copione. Laurel diede qualche consiglio a Lewis, ma non è noto se effettivamente egli abbia poi messo in pratica nel film questi consigli.

### Il Video Assist
Il film è celebre anche per la particolare tecnica di regia che Lewis ideò durante le riprese, il cosiddetto "Video assist" che gli permetteva di rivedere, praticamente in tempo reale, le inquadrature appena filmate attraverso diversi monitor piazzati sul set. Questo modo di girare è stato poi ripreso da praticamente tutti i registi a venire.

## Critica
Il film, omaggio alle comiche del cinema muto degli esordi, incassò circa 10 milioni di dollari nei soli Stati Uniti e fu un notevole successo internazionale per Lewis (tranne in Italia dove passò invece quasi inosservato).

## Curiosità
- Bill Richmond, appare nelle vesti di Stan Laurel in brevi comparsate lungo la pellicola.
- Per promuovere l'uscita del film nelle sale, Lewis organizzò un tour promozionale in pullman attraverso gli Stati Uniti. Si esibiva in numeri comici prima delle proiezioni presentando il film al pubblico.
- Il personaggio interpretato da Lewis ha ispirato quello interpretato da Tim Roth in Four Rooms.[senza fonte]